# Näsets kyrka
Näsets kyrka är en kyrkobyggnad som sedan 1995 tillhör Näsets församling (tidigare Tynnereds församling) i Göteborgs stift. Den ligger i stadsdelen Näset i Göteborgs kommun. 

## Kyrkobyggnaden
Kyrkan uppfördes 1966-1967 efter ritningar av arkitekt Ville Berglund och invigdes 1 november 1967 av biskop Bo Giertz. Nästan hälften av byggkostnaden täcktes av insamlade medel.
Byggnaden är en rektangulär salskyrka med stomme av tegel som vilar på en betonggrund. Ytterväggarna är grovt spritputsade och vitfärgade, yttertaket täckt med gråsvart eternitshingel och själva kyrkorummet täcks av ett brant sadeltak. Fasaderna i norr och söder är delvis sammanbyggda med de 1984 uppförda församlingslokalerna. 
Interiören har vitmålade tegelväggar och träpaneltaket bärs upp av limträbågar. Fasta bänkar av ofärgad furu. Kyrkorummet har två sidoskepp: kyrksal respektive utrymme för orgeln.  

## Klockstapel och klockor
Norr om entrén står en klockstapel av betong som är gjuten på plats. Den har två klockor. 
- Storklockan väger 650 kg är gjuten 1875 för Eggegrunds fyr. Den flyttades senare till Stora Pölsans fyr, för att slutligen deponeras i Näsets kyrka av Sjöfartsverket.
- Lillklockan väger 500 kg, är gjuten 1967 och är en gåva till kyrkan.

## Inventarier
- På var sida om koret sitter glasmosaikfönster utförda av Joël Mila och skänkta till kyrkan 1976.
- Dopfunt, altare och altarring är utförda i kalkad ek. Dopfunten med silverskål och silverkanna har skänkts till kyrkan.
- Den ursprungliga predikstolen byttes 1984 ut mot en flyttbar läspulpet, en så kallad ambo.
- De flesta textilierna är utförda av Agda Österberg.

### Orgel
Den mekaniska orgeln är tillverkad 1973 av A. Magnusson Orgelbyggeri AB. Den har sju stämmor fördelade på två manualer och pedal.